# Jean Warin (résistant)
 (février 2025).
Motif : Pas convaincu par les sources : rien de centré sur lui et d'envergure nationale, manifestement
- Archive Wikiwix
- Bing
- Cairn
- DuckDuckGo
- E. Universalis
- Gallica
- Google
- G. Books
- G. News
- G. Scholar
- Persée
- Qwant
- (zh) Baidu
- (ru) Yandex
- (wd) trouver des œuvres sur Wikidata

| 1. | Préciser le motif de la pose du bandeau. | Précisez le motif de la pose du bandeau en utilisant la syntaxe suivante : {{admissibilité à vérifier\|date=août 2025\|motif=remplacez ce texte par le motif}}                              |
| 2. | Informer les utilisateurs concernés.     | Pensez à avertir le créateur de l'article, par exemple, en insérant le code ci-dessous sur sa page de discussion : {{subst:avertissement admissibilité à vérifier\|Jean Warin (résistant)}} |

Jean Warin, né le 17 septembre 1914 à Boulogne-sur-Mer (Pas-de-Calais) et mort le 14 décembre 1944 dans le camp de concentration de Neuengamme (Allemagne), est un professeur agrégé de lettres et un résistant français.

## Biographie

### Un intellectuel réformé contre son gré
En 1936, Jean Warin est reçu 8e à l'agrégation de lettres, en même temps que sa future épouse Anne-Marie Pariselle (elle-même reçue 1re à l'agrégation féminine de lettres) avec laquelle il se marie à Besançon le 23 juillet 1937. Animé par des valeurs humanistes, il prépare une thèse sur Périclès et la démocratie athénienne. Il est affecté pour ses premières années dans l'enseignement à Marseille (1936-1937) puis à Lyon où naît son premier fils François Warin. Il obtient ensuite un congé pour préparer l'École d'Athènes et vit à Beauvais où sa femme a été affectée.
Quand la guerre éclate le 3 septembre 1939 et il se replie avec sa famille à Montpellier où il enseigne avec sa femme. Mobilisé fin octobre 1939, il est affecté dans le Génie, détaché à Versailles peloton E.O.R., puis admis au peloton E.A.R. De santé fragile, atteint d'hémoptysie, iI se bat pour ne pas être réformé définitivement et obtient d'être réformé  de manière temporaire le 3 mai 1940. Il retourne alors à Montpellier avec sa famille.

### Premiers faits de résistance (1940-1941)
Après la signature de l'armistice le 22 juin 1940, il enseigne au lycée Ronsard à Vendôme, où il fait la connaissance de Jean Gosset, professeur de philosophie. Les deux hommes deviennent amis et font plus tard partie du réseau Cohors-Asturies. Jean Warin accueille ses élèves en classe en retournant le portrait du maréchal Pétain. Il écrit et diffuse un journal clandestin dont le titre est « Notre patrie » à la tonalité péguyste.
Début août 1941, la Kommandantur établit une liste de fonctionnaires qui doivent faire des rondes nocturnes pour empêcher la pose d’affiches clandestines et essayer de découvrir les auteurs de ces affichages. Jean Warin refuse d’obtempérer aux ordres allemands : « Je n’obéis pas à ces gens-là »,. Il est arrêté, présenté devant la Feldgendarmerie. Condamné à six mois de prison, il est incarcéré à Blois. Il est libéré en décembre 1941.

### Le réseau Cohors-Asturies (1942-1943)
Libéré de prison, Jean Warin est nommé à Orléans pour la fin de l’année scolaire 1941-1942. Il est ensuite affecté au Lycée Michelet (Vanves). Il entre alors dans la Résistance, affilié au réseau Cohors-Asturies, « agent P2, en qualité de chargé de mission de 3e classe, à compter du 1er mars 1943 », responsable pour les régions orléanaise et parisienne. Enseignant le jour, il participe à des missions opérationnelles le soir : évasions, parachutages, renseignement.
C’est sous le nom de résistant de Walter qu’il apparaît dans un rapport rédigé à Londres par Jean Gosset, sous les ordres duquel il travaille, fin octobre 1943. Il continue à imprimer secrètement dans son domicile à Bourg-la-Reine et à diffuser clandestinement le journal « Notre patrie ». Il est arrêté une première fois le 10 décembre 1943 et relâché faute de preuves le 16 décembre 1943.

### Arrestation et déportation (1944)
Arrêté une nouvelle fois le 9 mai 1944, il est incarcéré à Fresnes le 10 mai, puis à Compiègne le 30 juin, d’où il est déporté le 28 juillet par le convoi I.250 à destination du camp de concentration de Neuengamme. Il y meurt d'épuisement le 14 décembre 1944, sept jours avant Jean Gosset, devenu chef du réseau Cohors-Asturies, le 21 décembre 1944.
Il a bénéficié par deux fois, en mai 1942, puis en avril 1943, d’un congé pour raison de santé. Il subit la veille de son départ pour l’Allemagne un pneumothorax. On peut donc imaginer dans quel état de délabrement physique il a quitté Compiègne pour Neuengamme. Son corps est brûlé dans le crématoire du camp. Sa femme Anne-Marie Pariselle n'apprend son décès qu'en mai 1945.

## Distinctions
Jean Warin est récipiendaire, à titre posthume, des décorations suivantes :
- Médaille de la Résistance française par décret du 10 janvier 1947[17]
- Médaille de la déportation pour faits de Résistance de par son statut de déporté résistant reconnu en 1955[12]

## Hommages
- Son action résistante est saluée dans la revue d'Études grecques[18] et dans la revue Esprit parue en août 1945[19].
- Une bibliothèque Warin est inaugurée au lycée lycée Michelet à Vanves le 10 novembre 1945[20].
- Son portait fait partie du « parcours de mémoire » réalisé par la ville de Vendôme rendant hommage à ses résistants avec ceux de Jean Emond et Jean Gosset[21].
- Son nom est inscrit sur le monument aux morts du lycée Louis-le-Grand où il a été élève en khâgne.

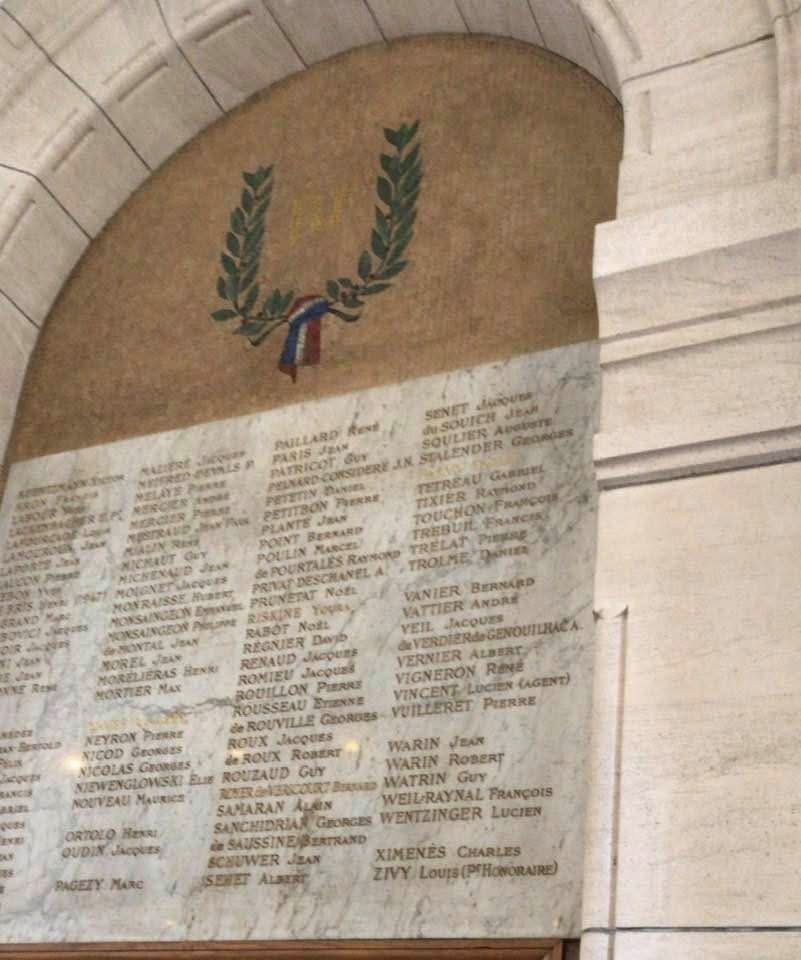
Monument aux morts du lycée Louis-le-Grand